# 스트러밍
음악에서 스트러밍(Strumming)은 기타, 우쿨렐레 또는 만돌린과 같은 현악기를 연주하는 방법이다. 스트럼 또는 스트로크는 손가락이나 피크로 여러 줄을 쓸어 넘겨 소리를 내는 동작이다. 현악기 연주 시 스트럼 주법은 스트럼 핸드(오른손처럼 주로 사용하는 손)가 담당하고, 나머지 손은 (지판이 있는 악기에서는 이를 프렛 핸드라고 한다) 코드와 음을 변경하여 스트럼 핸드를 지지한다.